# Raimundo Aguiar
Raymundo Chaves de Aguiar ou Raimundo Aguiar (Lisboa, 1893 – 1989) foi um pintor, caricaturista e desenhista de quadrinhos português radicado no Brasil. Chegou à Bahia em 1913, onde trabalhou no comércio. Sua vida artística começou como caricaturista do jornal A Tarde em 1917. Em 1927 foi premiado com a Medalha de Prata pelos seus desenhos. Em 1928 ingressou na Escola de Belas Artes. Abandonou o comércio e passa a viver dos desenhos que fazia para a imprensa e serviços gráficos para litografias e clicherias. Terminou o curso em 1933 e recebeu o Prêmio Legado Caminhoá.
Revelando-se sempre em seus trabalhos, passa a ser assistente das cadeiras de Geometria Descritiva, Perspectiva, Sombra e Luz e Estereotomia da Escola de Belas Artes da qual tornou-se catedrático. Premiado em todas as modalidades a que se dedicou (charges, quadrinhos e desenhos humorísticos, sob o pseudônimo de K-Lunga). Como caricaturista trabalhou nos jornais O Imparcial, A Tarde, Jornal de Notícias, A Noite, e nas revistas A Luva, A Fita, A Garota, A Farra, Melindrosa, Cegonha, Renascença, Revista da Bahia e Única. Satirizou políticos, personalidades e costumes. Ao se dedicar exclusivamente a pintura, com interiores, dominou perfeitamente os jogos de luz e sombra.